# Frunk
Frunk er en dansk kortfilm fra 2003, der er instrueret af Mikkel Serup efter manuskript af ham selv og Maya Ilsøe.

## Handling
Denne artikel mangler et handlingsreferat. Hjælp os med at skrive det.

## Medvirkende
- Henrik Noél Olesen - Frank Munk
- Jesper Bull Petersen - Kim
- Christine Albeck Børge - Evelyn
- Charlotte Munksgaard - Tøjekspedient
- Katrine Jensenius - Bibliotekar
- Peter Pilegaard - Tjener'